# Mark Catesby

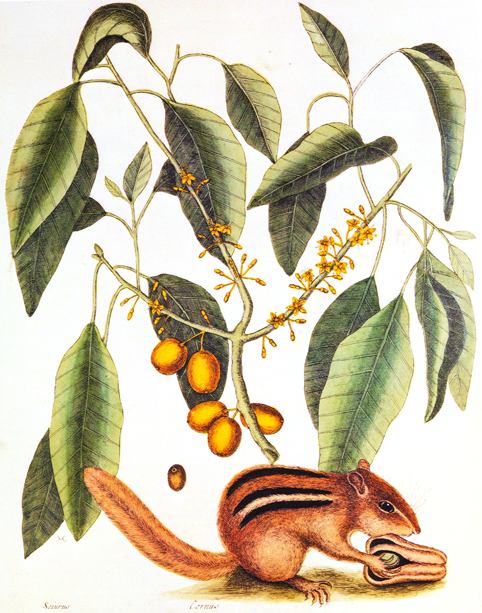
Planşă din Natural History of Carolina, Florida and the Bahama Islands (1731-1743).

Mark Catesby (n. 24 martie 1682 – d. 23 decembrie 1749) a fost un naturalist englez. Intre 1731 și 1743, Catesby a publicat Natural History of Carolina, Florida and the Bahama Islands / Istoria naturală a Carolinei, a Floridei și a Insulelor Bahamas, primul raport publicat despre flora și fauna Americii de Nord. Aceasta includea 220 de plante de păsări, reptile și amfibieni, pești, insecte și mamifere.
Carolus Linnaeus a inclus mult din informația din Istoria naturală a Carolinei, a Floridei și a Insulelor Bahamas  in ediția a 10a a lucrării sale Systema Naturae (1758).

## Opere (Legături externe)
- Mark Catesby (1731). The Natural History of Carolina, Florida and and the Bahama Islands (v1). Online scanned edition from Rare Book Room.
- Mark Catesby (1743). The Natural History of Carolina, Florida and and the Bahama Islands (v2). Online scanned edition from Rare Book Room.
- Mark Catesby, The Natural History of Carolina, Florida and the Bahamas Electronic edition: high quality images and user-friendly text Arhivat în 12 februarie 2021, la Wayback Machine. from the American Studies Programs at the University of Virginia
- Mark Catesby, Hortus Europae Americanus (1767), SCD, Universitatea Louis Pasteur din Strasbourg

## Imaginile lui Catesby

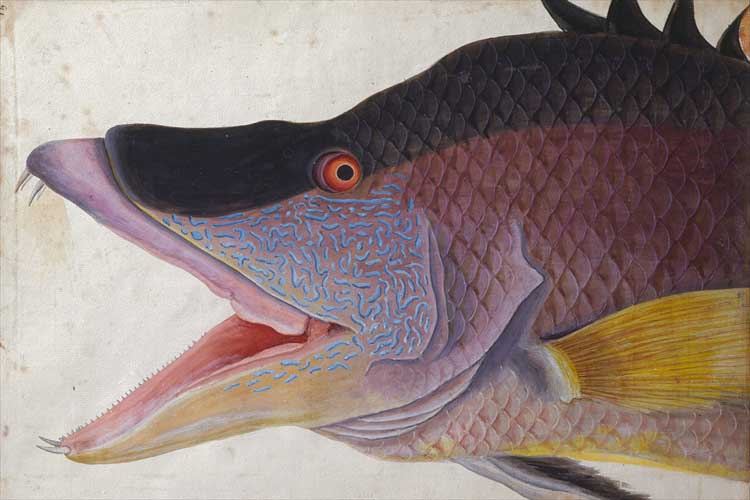
Lachnolaimus maximus, 1725
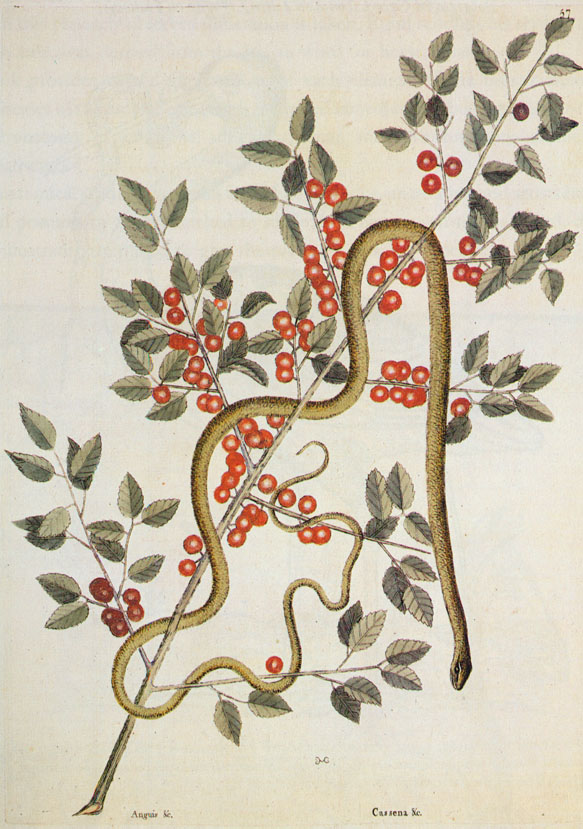
Anguinis viridis, 1743
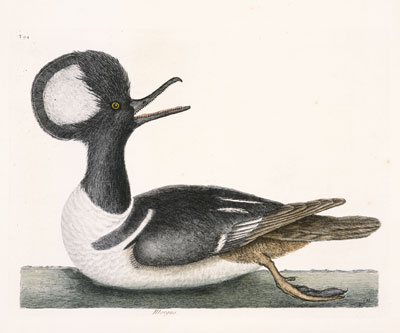
Lophodytes cucullatus, 1748
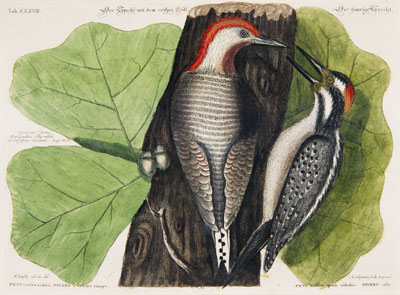
Ventre Rubro, 1749
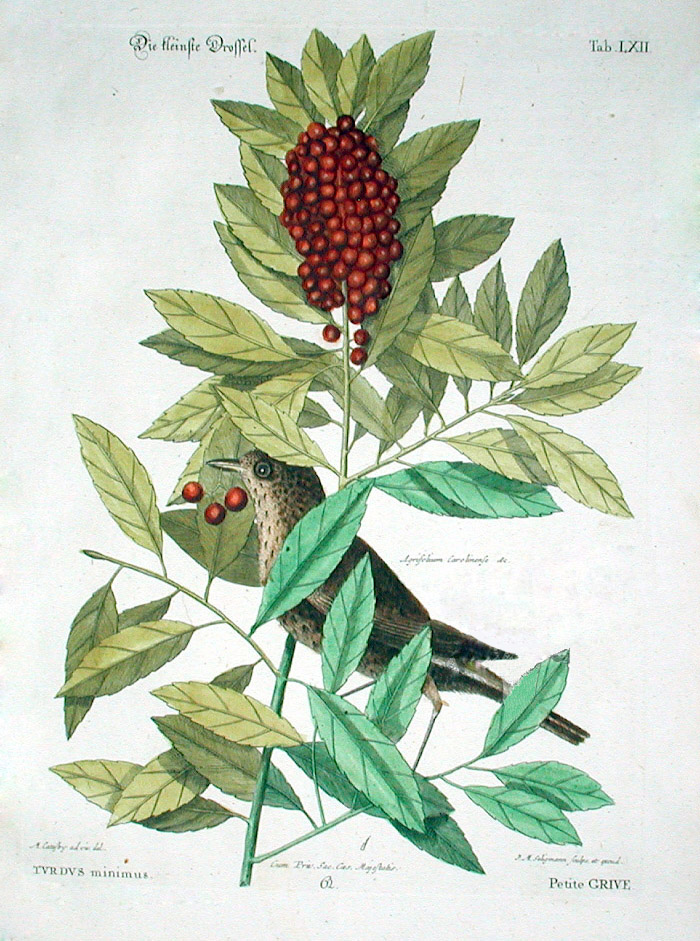
Turdus minimus, 1754
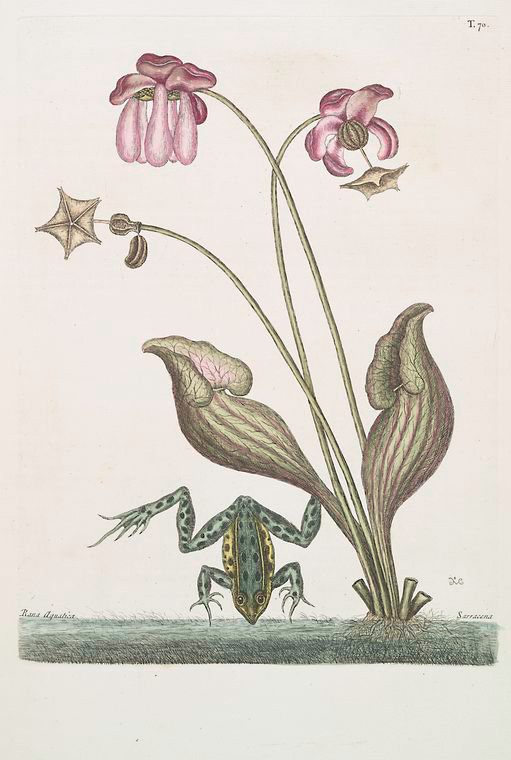
Rana Aquatica The Water-Frog, 1754
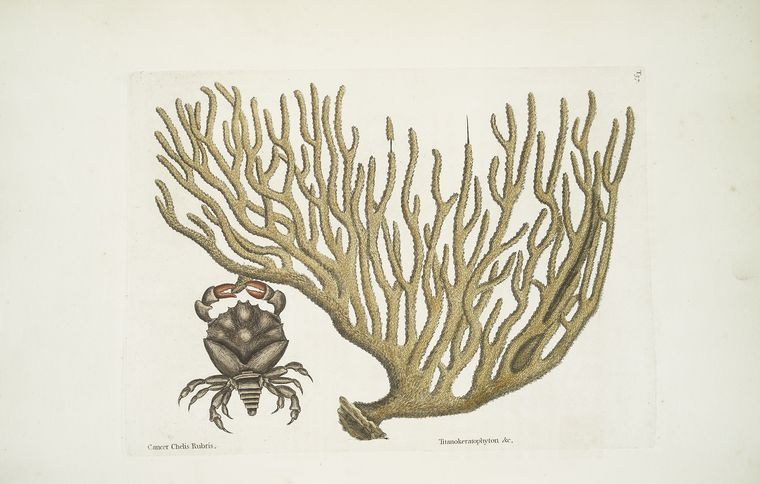
Cance Chelis Rubis, The red-claw Crab; Titanokeratophyton &c. , 1754
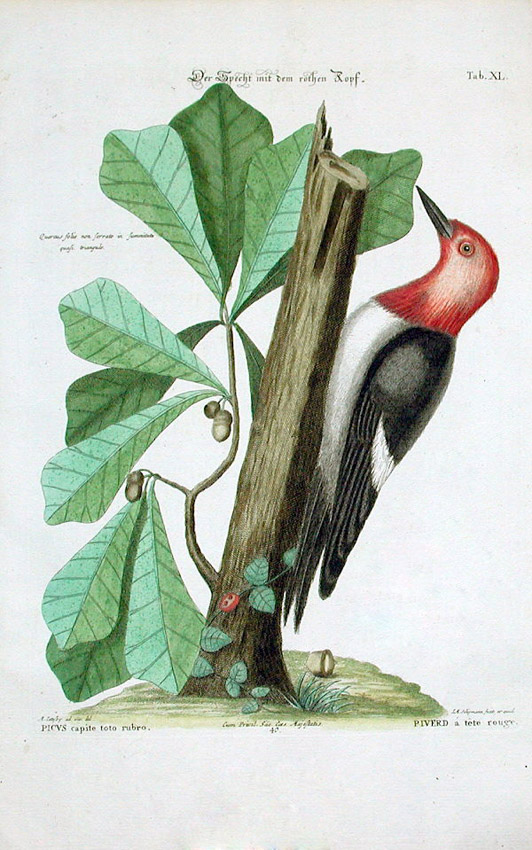
Melanerpes erythrocephalus, 1754
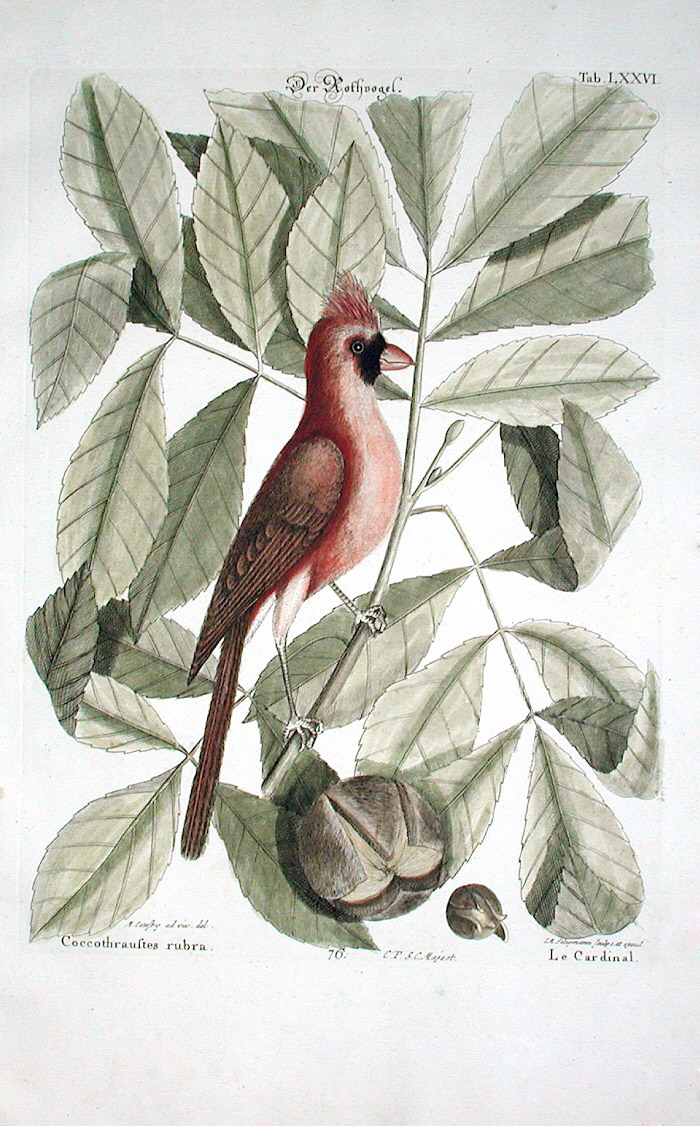
Coccothraustes rubra, 1754
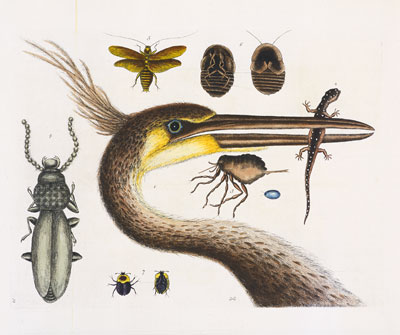
Ardea herodias, 1771